# Real Carlos
Le Real Carlos est un vaisseau de ligne armé de 112 canons de la marine de guerre espagnole. Construit à La Havane, il est lancé en 1787. Il est le navire-amiral de la flotte du Ferrol pendant les guerres de la Révolution française. Dans la nuit du 12 au 13 juillet 1801, pendant la deuxième bataille d'Algésiras, le Real Carlos et son jumeau, le San Hermenegildo (es) se canonnent par erreur et coulent avec leurs équipages.

## Conception et construction
Le Real Carlos est l'un des vaisseaux de la classe Santa Ana.
Son armement est composé de 30 canons de 36 livres, 32 canons de 24 livres, 32 canons de 12 livres et 18 canons de 8 livres, soit 112 canons au total.

## Service actif
Le 26 avril 1799, la flotte du Ferrol, composée du Real Carlos, de l'Argonauta, du Monarca, du San Agustín et de la frégate La Paix, sort du port, relâche deux jours devant La Corogne puis se dirige vers Rochefort. Commandée par le vice-amiral Melgarejo, elle emporte un corps de débarquement de 3 100 hommes. L'escadre atteint la rade d'Aix le soir du 7 mai. Ayant manqué le rendez-vous avec l'escadre commandée par l'amiral Bruix, les navires espagnols regagnent leur port d'attache.
À la fin du mois d'août 1800, le Real Carlos, navire-amiral de Juan Joaquín Moreno et le reste de la flotte du Ferrol doivent défendre le Ferrol attaqué par une flotte britannique (en) aux ordres de John Borlase Warren. Les navires espagnols ferment la rade et le Real Carlos occupe une position centrale, entre l'Argonauta et le San Hermenegildo (es). À l'aube du 26 août, le corps de débarquement britannique est attaqué par une colonne de fantassins débarqués de plusieurs navires espagnols, dont 56 hommes de l'infanterie de marine et 67 soldats du régiment des Asturies venus de l'Argonauta.

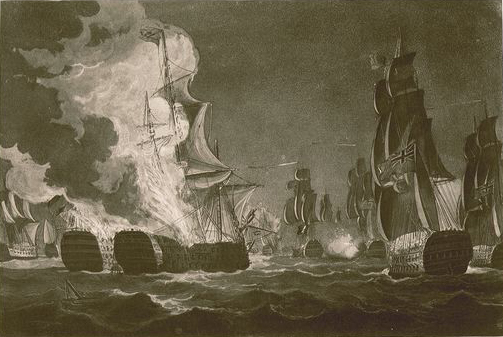
Le Real Carlos et le San Hermenegildo en flamme.

En juillet 1801, le Real Carlos fait partie de l'escadre espagnole qui se porte à la rencontre des vaisseaux français vainqueurs de la première bataille d'Algésiras. L'escadre franco-espagnole, dont le Real Carlos, le Formidable et l'Indomptable constituent la première escadre, quitte la baie d'Algésiras et se dirige vers Cadix, suivie par une escadre britannique. Dans la nuit du 12 au 13 juillet, le Real Carlos navigue en queue de formation, à tribord du Saint-Antoine et à bâbord du San Hermenegildo (es), lorsque le HMS Superb se glisse entre celui-ci et le Real Carlos et ouvre le feu. Les deux vaisseaux espagnols se canonnent alors jusqu'à se détruire mutuellement.